# MAN-VW
Der MAN-VW, ursprünglich als 6–9 Tonner, von 1981 bis 1987 als 6–10 Tonner und ab 1987 als G 90 bezeichnet, ist ein in Zusammenarbeit von MAN und der Volkswagen AG entwickelter und von 1979 bis 1993 produzierter Lastkraftwagen.

## Geschichte
Nachdem 1977 die Kooperation von MAN mit dem französischen Hersteller Saviem ausgelaufen war, sah sich MAN nach einem neuen Partner für den Bau von leichten Lkw um und fand diesen in der Volkswagenwerk AG. Am 25. August 1977 schlossen MAN und Volkswagen einen Kooperationsvertrag, der die gemeinsame Entwicklung und Produktion leichter Lastkraftwagen umfasste.
Nachdem Magirus-Deutz im Rahmen der Vierer-Club-Kooperation, an der sich MAN ursprünglich beteiligen wollte, bereits 1975 das erste kippbare Fahrerhaus in der leichten bis mittelschweren Gewichtsklasse in Deutschland auf den Markt gebracht hatte, sollte auch das Kooperationsmodell von MAN und VW ein solches Fahrerhaus erhalten. Dieselmotoren, Chassis und Vorderachsen steuerte MAN bei, während das vom VW LT abgeleitete Fahrerhaus, Getriebe und Hinterachsen von VW stammten. Die Front der Fahrzeuge wurde – anders als während der Partnerschaft mit Saviem – mit den Logos beider Firmen versehen.
Das Modell erschien 1979 zunächst mit zulässigen Gesamtgewichten zwischen 6 und 9 t, ab 1981 auch 10 t, zur Wahl standen zwei Saugdieselmotoren mit 66 und 100 kW (90 und 136 PS). Das Fahrzeug war als Pritschenwagen, mit Kippbrücke, als Sattelzugmaschine und als Fahrgestell mit Führerhaus lieferbar.
Drei Viertel der Fahrzeuge sollten im VW-Werk Hannover und ein Viertel im MAN-Werk in Salzgitter-Watenstedt produziert werden. Da jedoch weniger Fahrzeuge verkauft werden konnten als geplant, verschob sich das Verhältnis auf etwa 50:50. In den letzten Jahren wurde nur noch in Salzgitter produziert.

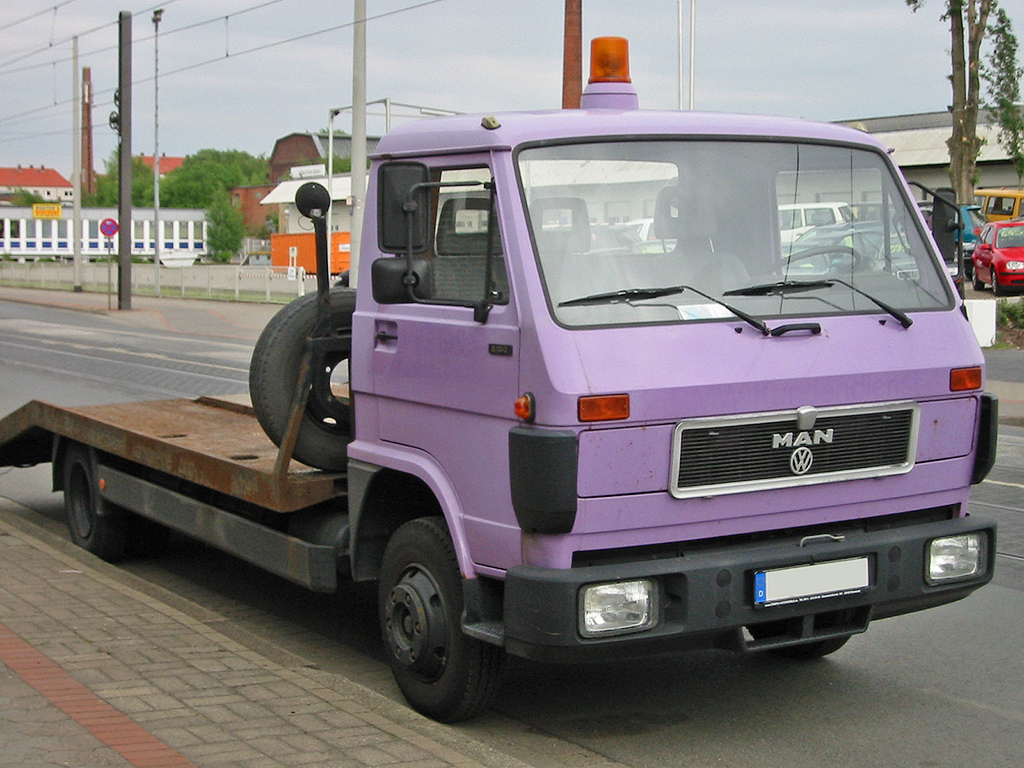
MAN-VW G 90 (1987–1993)

Die einzige größere Überarbeitung wurde auf der Internationalen Automobil-Ausstellung 1987 präsentiert, die zuvor runden Scheinwerfer beidseits des Kühlergrills wurden durch rechteckige in der Stoßstange ersetzt. Der Hubraum pro Zylinder wurde von 0,95 l auf 1,15 l vergrößert und die Drehzahl wurde von 3000 auf 2700 Umdrehungen pro Minute abgesenkt. Die Motorleistung stieg auf 74 und 110 kW (100 und 150 PS). Mit einer neuen Innenausstattung wurde er von nun an als „G 90“, teilweise auch als G-Baureihe bezeichnet, im Markt positioniert.
Die Kooperation zwischen MAN und VW endete 1993 nach rund 72.000 produzierten Fahrzeugen.
MAN entwickelte als Nachfolger den neuen Typ L 2000, der bei 7,49 t Gesamtgewicht begann und eine mehr dem Design der eigenen Schwer-Lkw ähnelnde Kabine besaß, die vom vier Jahre zuvor übernommenen österreichischen Lkw-Hersteller Steyr stammte.
VW entwickelte als Nachfolger den L80, der von Volkswagen Caminhões e Ônibus in Brasilien gefertigt und ab 1995 angeboten wurde. Noch heute wird das Fahrzeug in Brasilien modernisiert als VW Delivery und dem davon abgeleiteten VW Worker produziert.

## Technische Daten
Die Modellbezeichnung setzt sich aus dem zulässigen Gesamtgewicht, aufgerundet auf ganze Tonnen, und der Motorleistung in Pferdestärken zusammen.
Zum Beispiel hat das Modell 6.90, das als Pritschenwagen und Kipper angeboten wurde, ein zulässiges Gesamtgewicht von 6 Tonnen und eine Motorleistung von 66 kW (90 PS). Weitere Modellbezeichnungen waren 6.100, 8.90, 8.100, 8.136, 8.150, 9.136, 9.150, 10.136 und 10.150.
Unter anderem waren folgende Motoren verfügbar:
| Modell               | Hubraum  | Bohrung × Hub | Motorbaureihe | Leistung                     |
| -------------------- | -------- | ------------- | ------------- | ---------------------------- |
| Reihenvierzylinder:  |          |               |               |                              |
| 8.090                | 3791 cm³ | 102 × 116 mm  | MAN D0224     | 66 kW (090 PS) bei 3000/min  |
| 8.100                | 4397 cm³ | 108 × 120 mm  | MAN D0824     | 74 kW (100 PS) bei 3000/min  |
| Reihensechszylinder: |          |               |               |                              |
| 8.136                | 5687 cm³ | 102 × 116 mm  | MAN D0226     | 100 kW (136 PS) bei 3000/min |
| 8.150                | 6595 cm³ | 108 × 120 mm  | MAN D0826     | 110 kW (150 PS) bei 3000/min |

Die Motoren wurden stets mit einem vollsynchronisierten 5-Gang-Schaltgetriebe kombiniert, die größeren Modelle waren serienmäßig mit Servolenkung ausgestattet.
Optional waren unter anderem Allradantrieb, Antiblockiersystem, Doppelkabine, Luftfederung und verschiedene Achsübersetzungen und Radstände lieferbar.

## Einsatzbeispiele

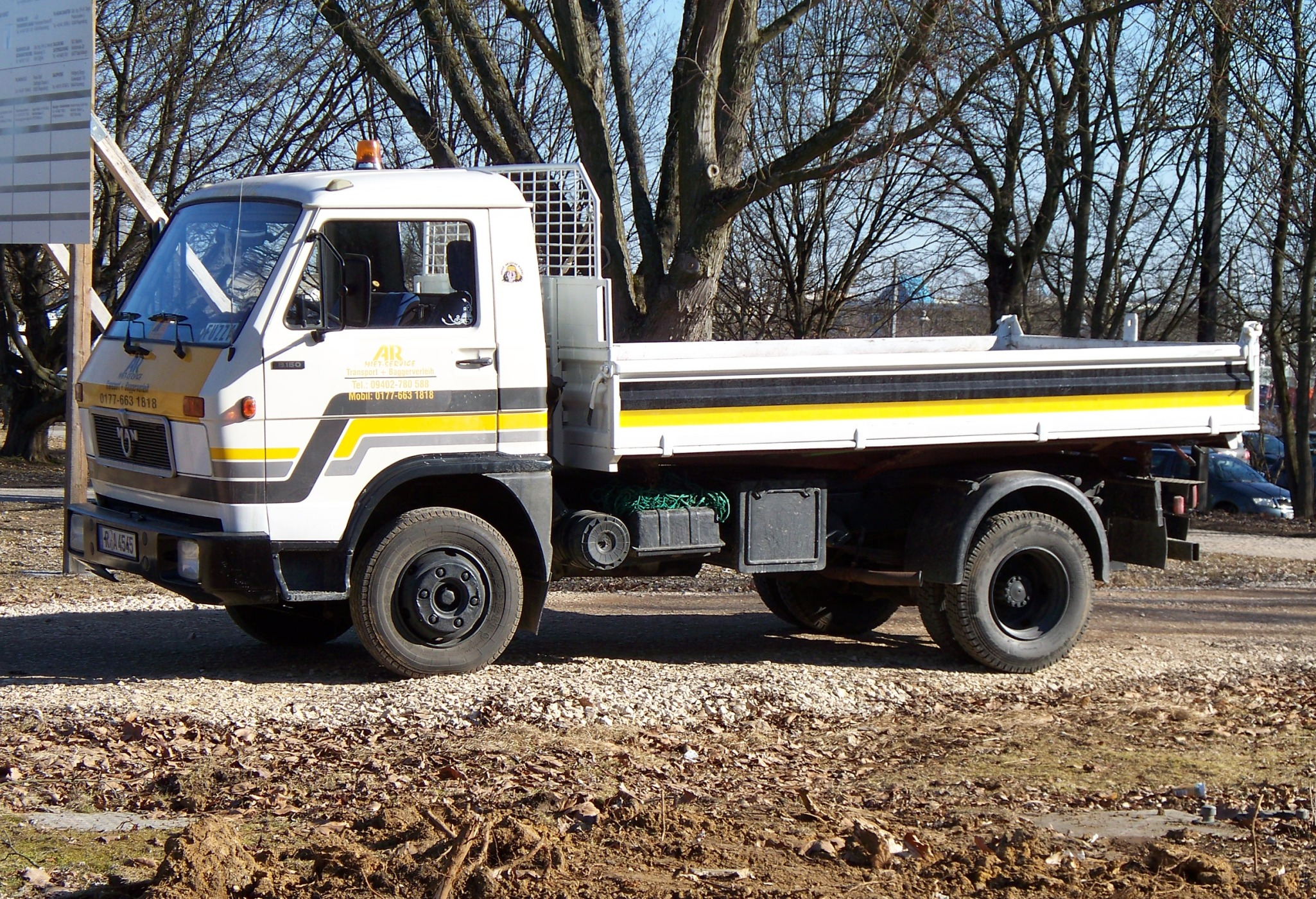
Pritschenwagen
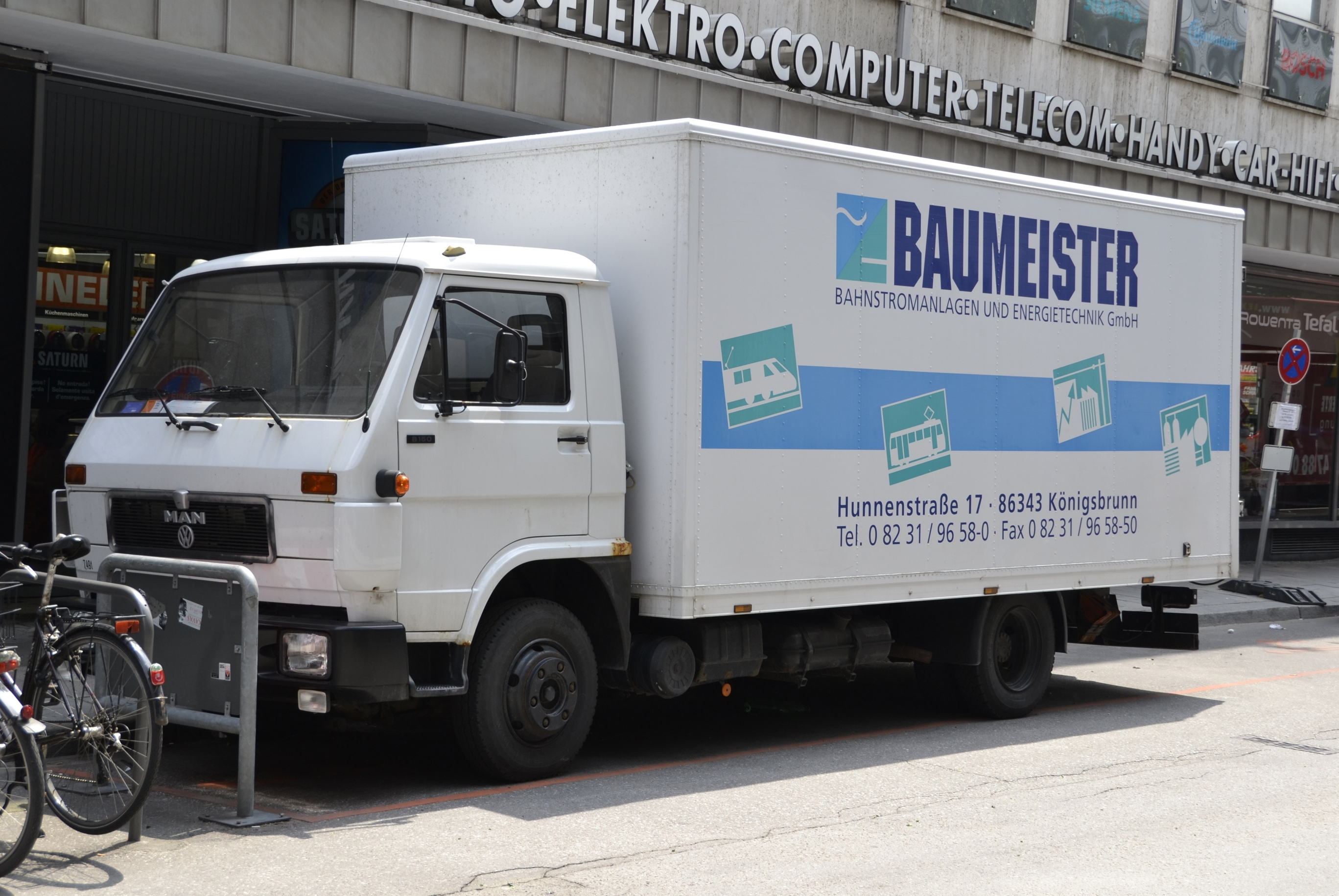
Kofferaufbau
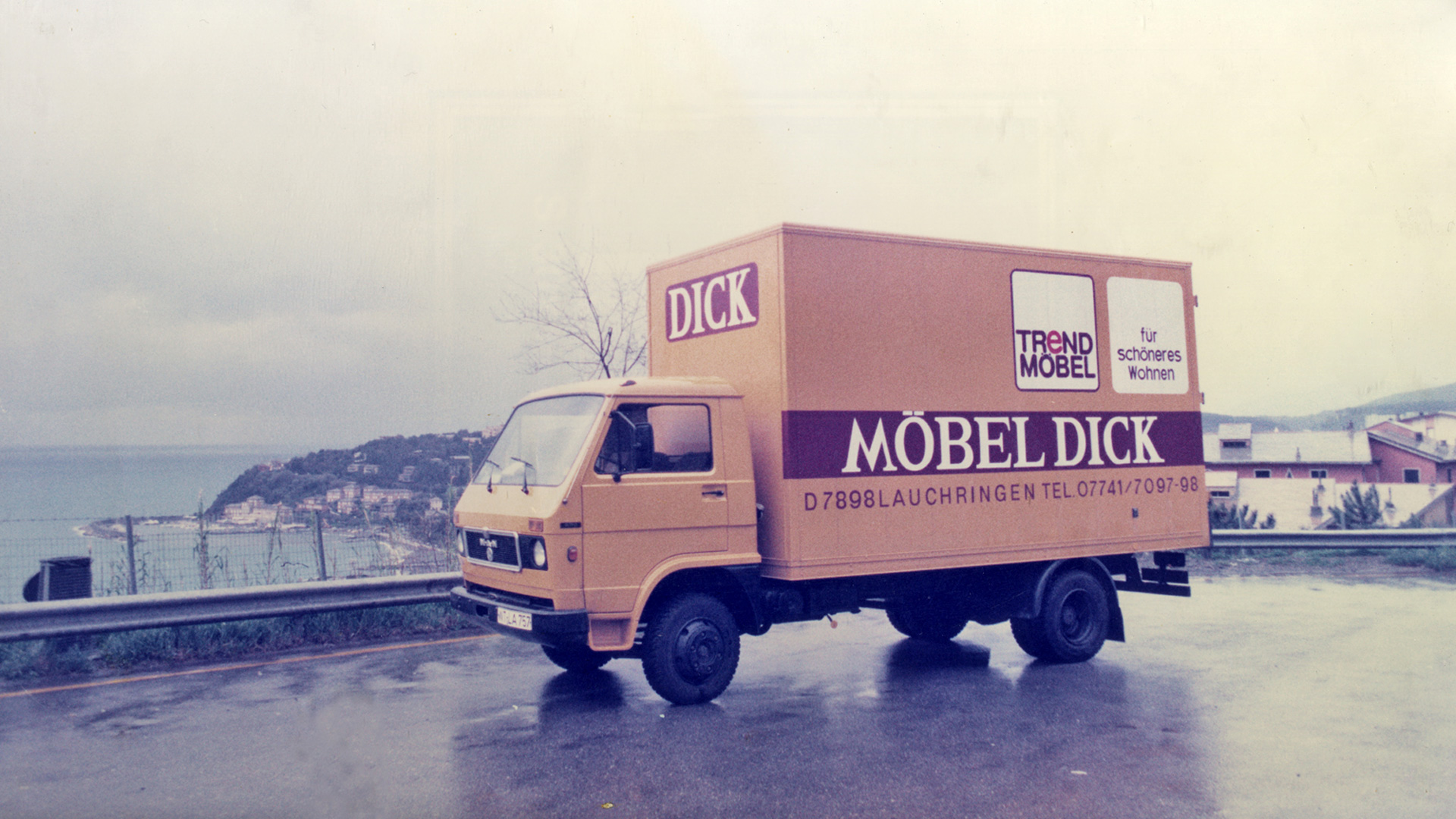
Möbeltransporter
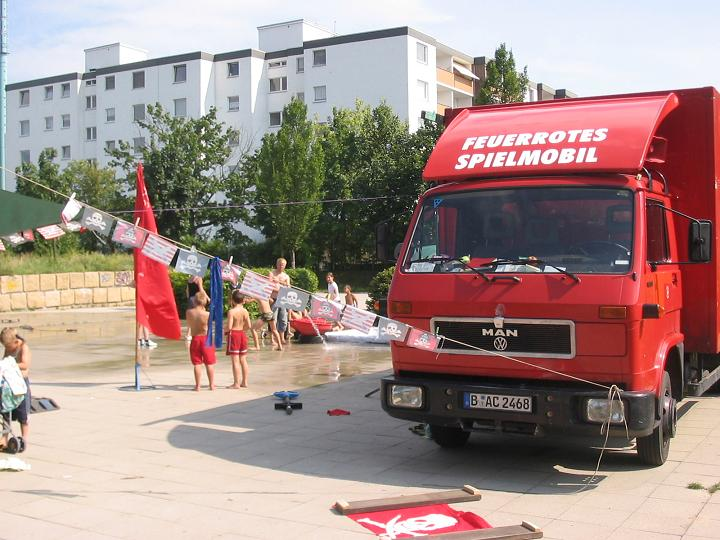
Spielmobil
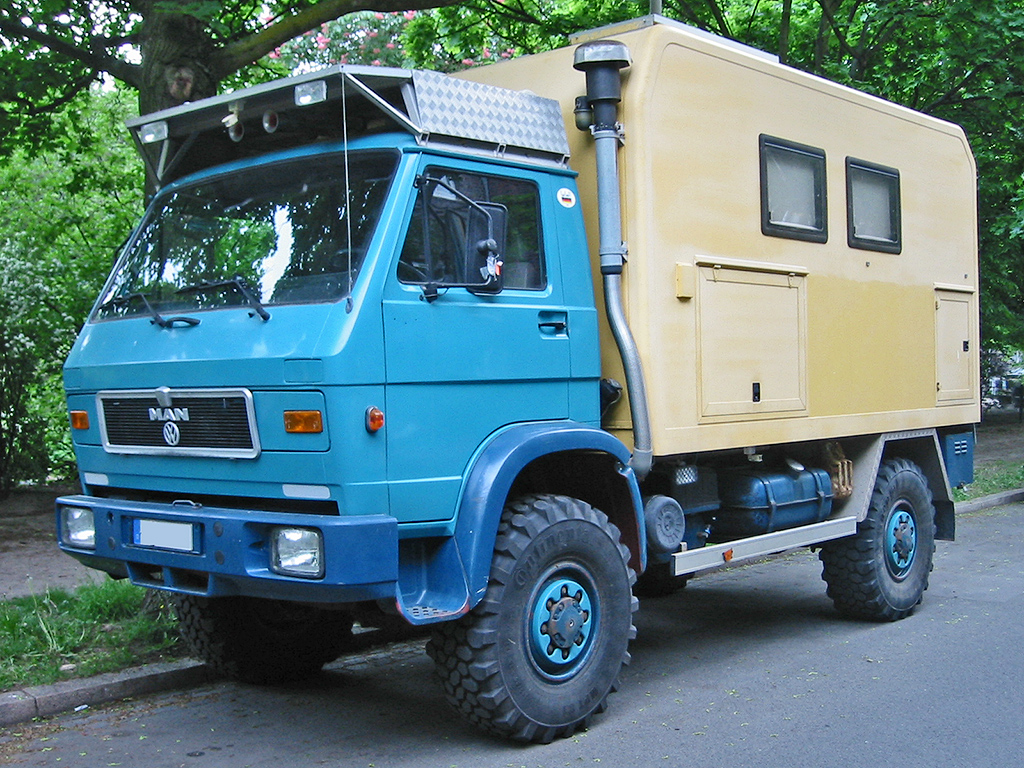
Expeditionsfahrzeug
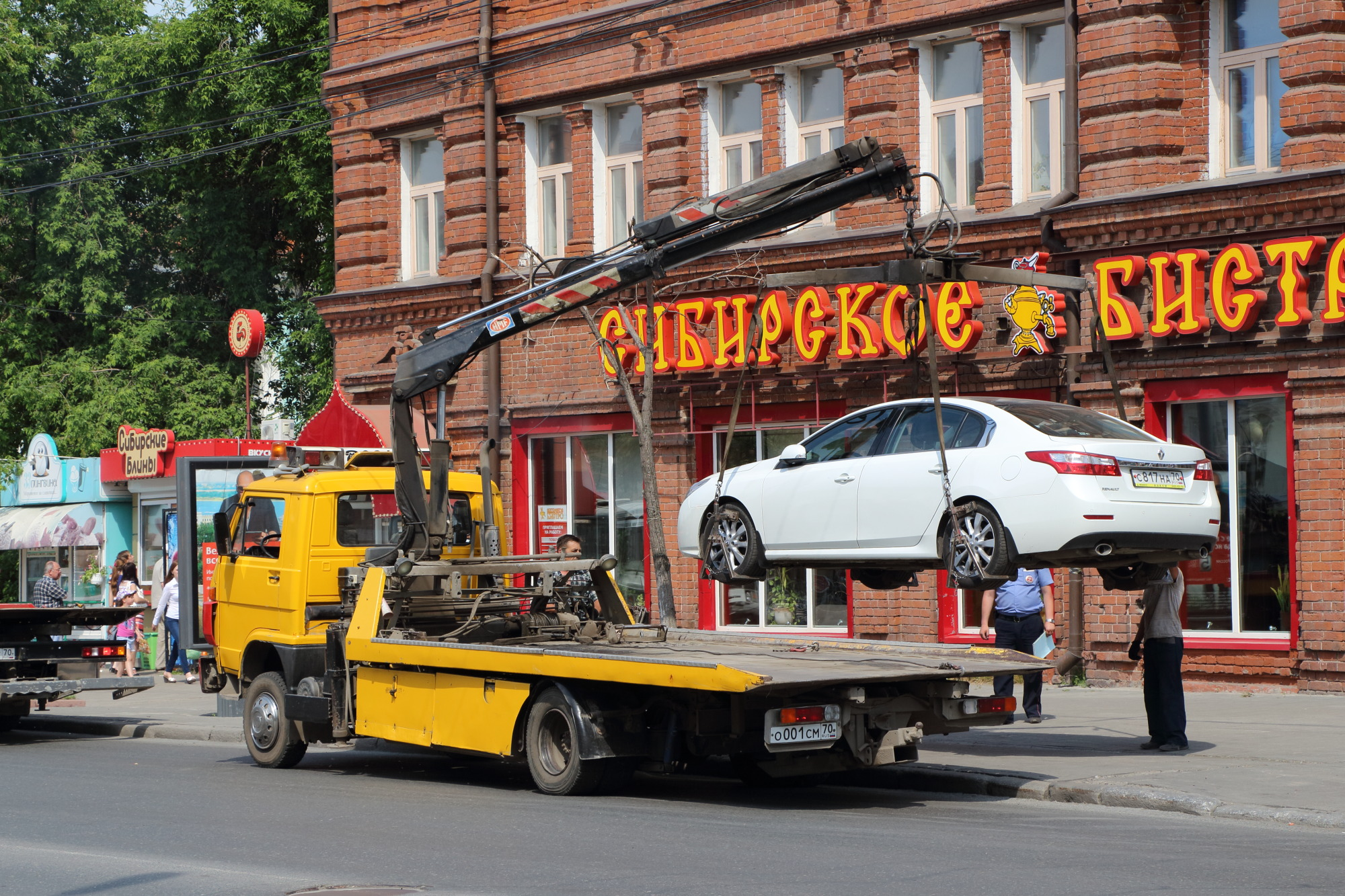
Abschleppfahrzeug
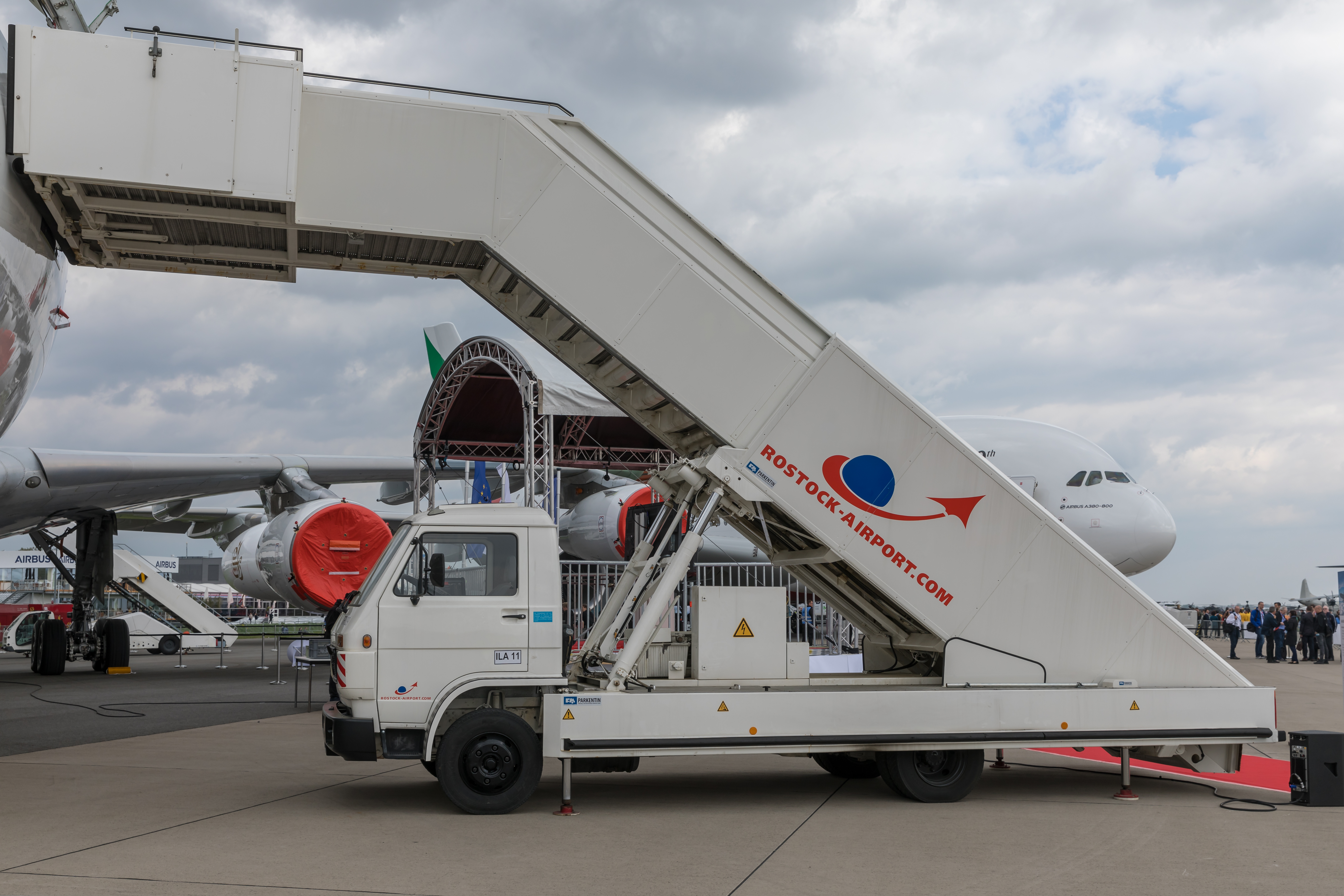
Flugzeugtreppe
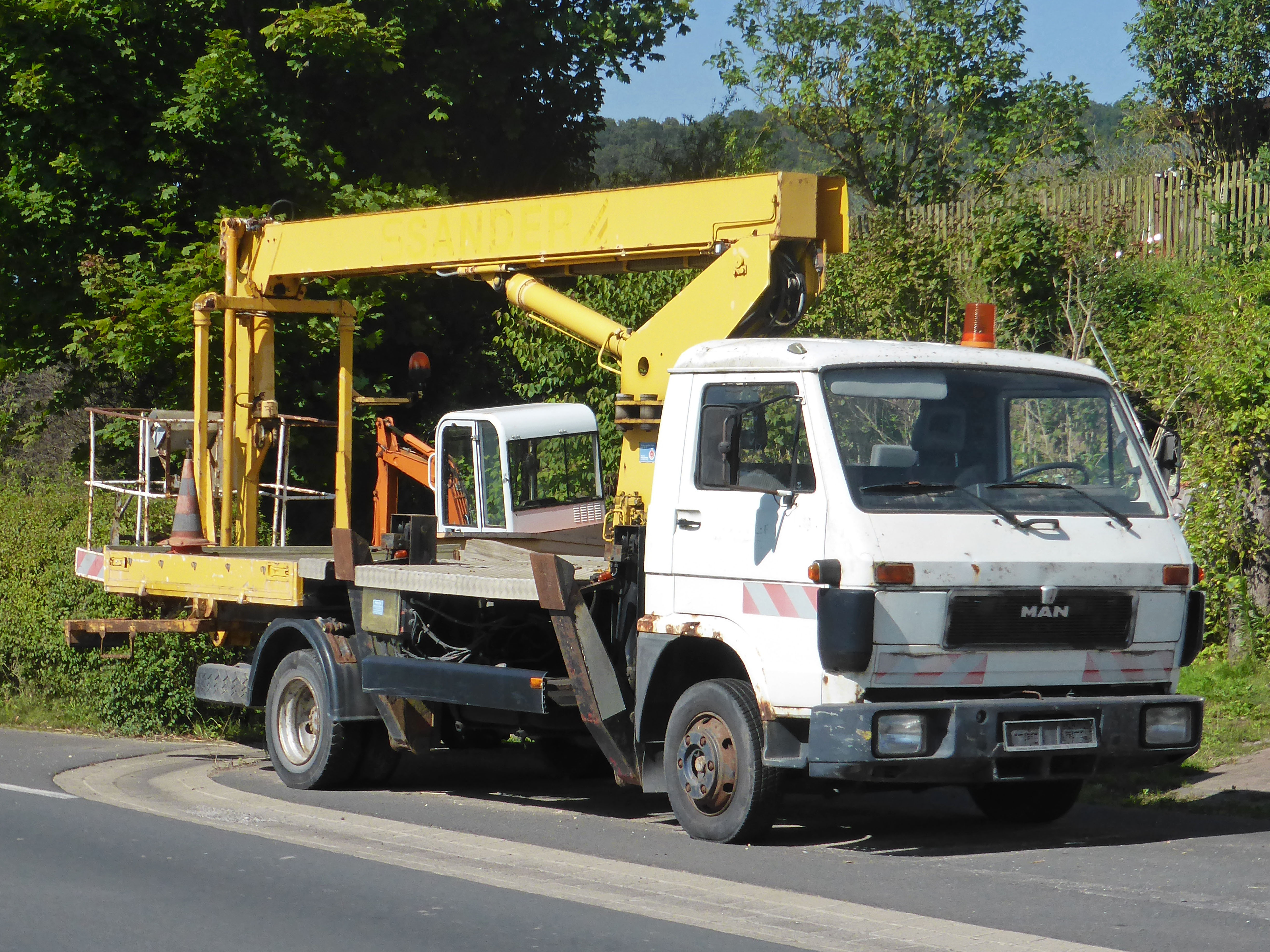
Hubarbeitsbühne
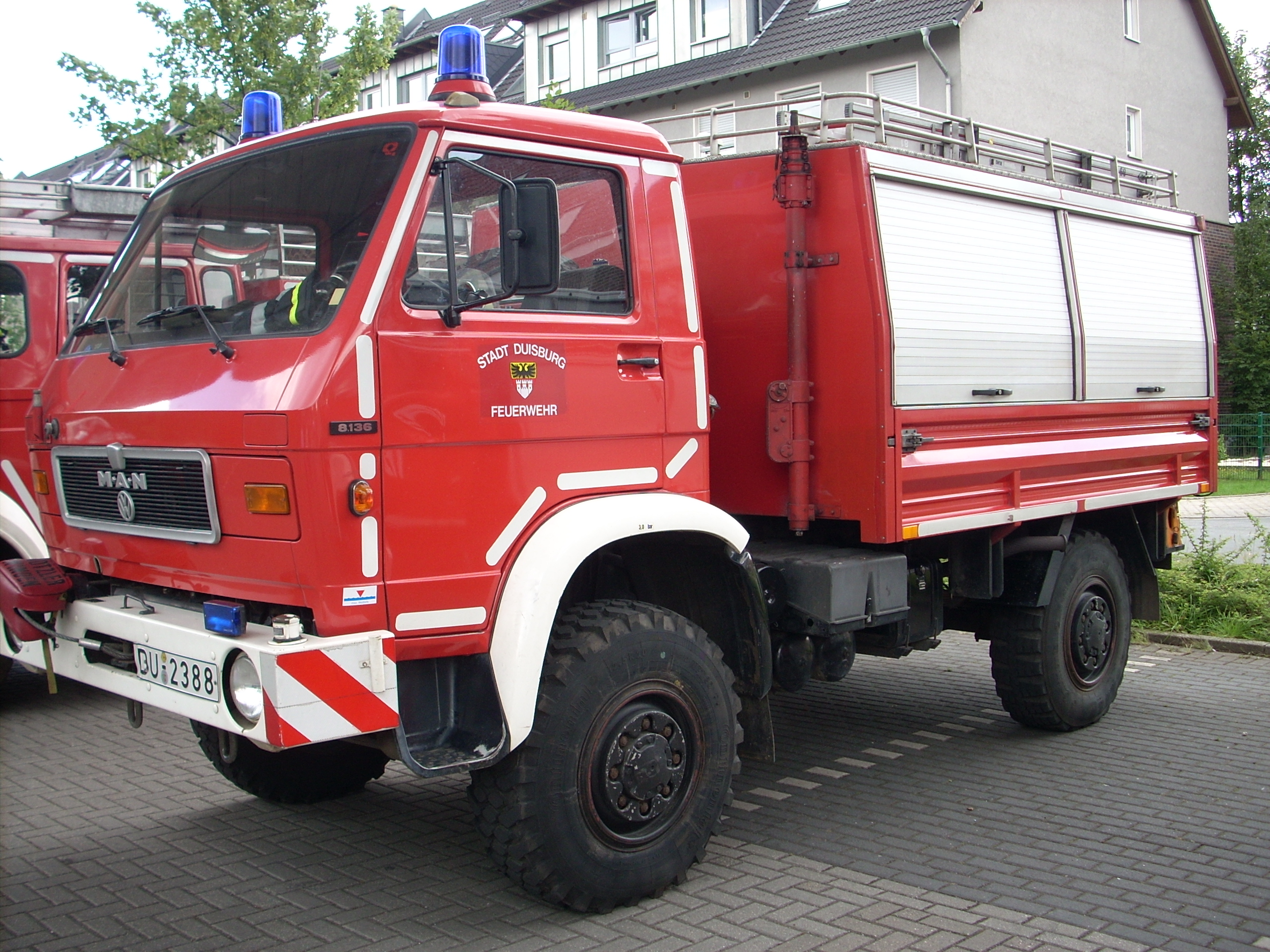
Feuerwehrfahrzeug
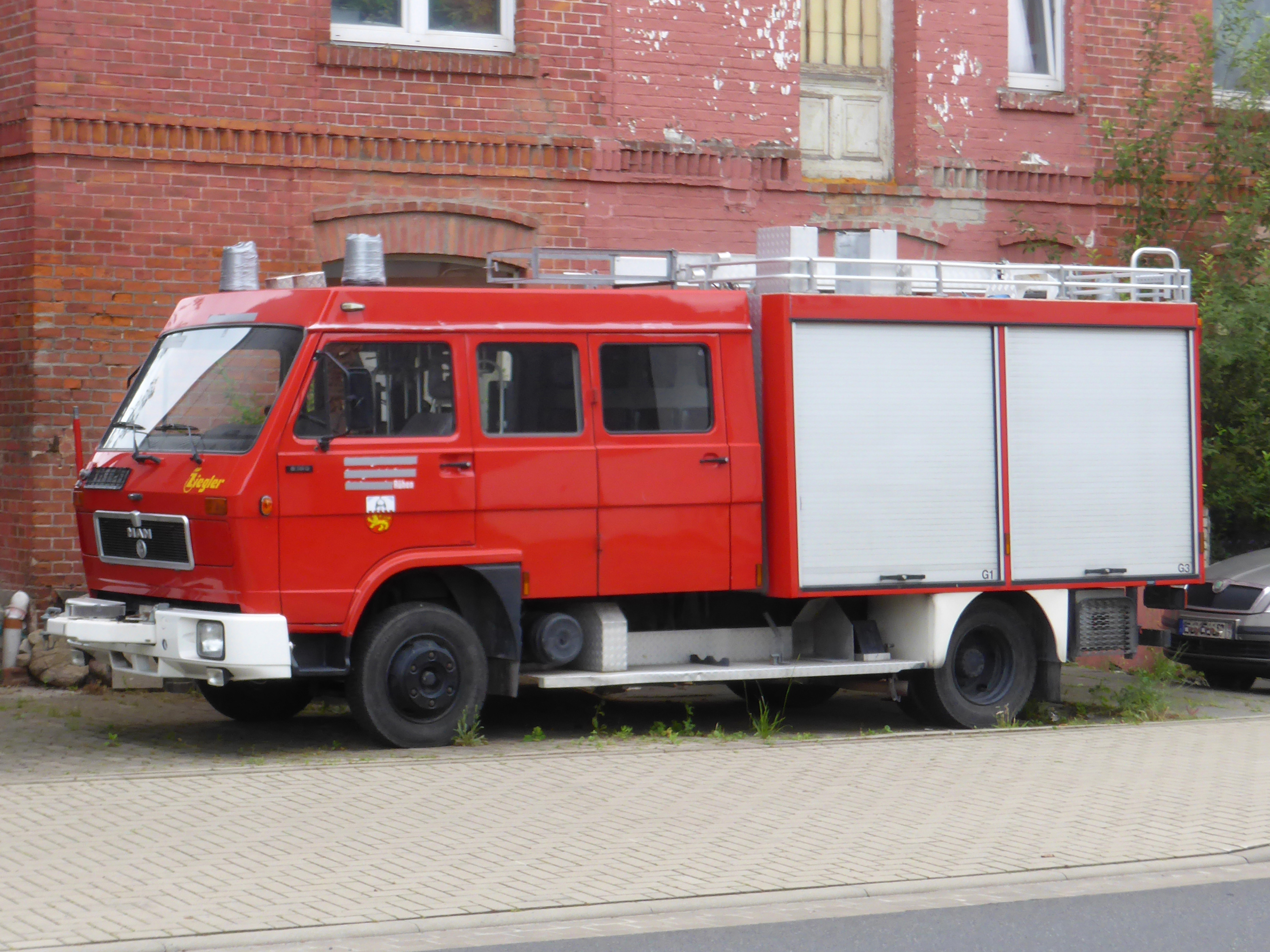
Feuerwehrfahrzeug mit Mannschaftskabine
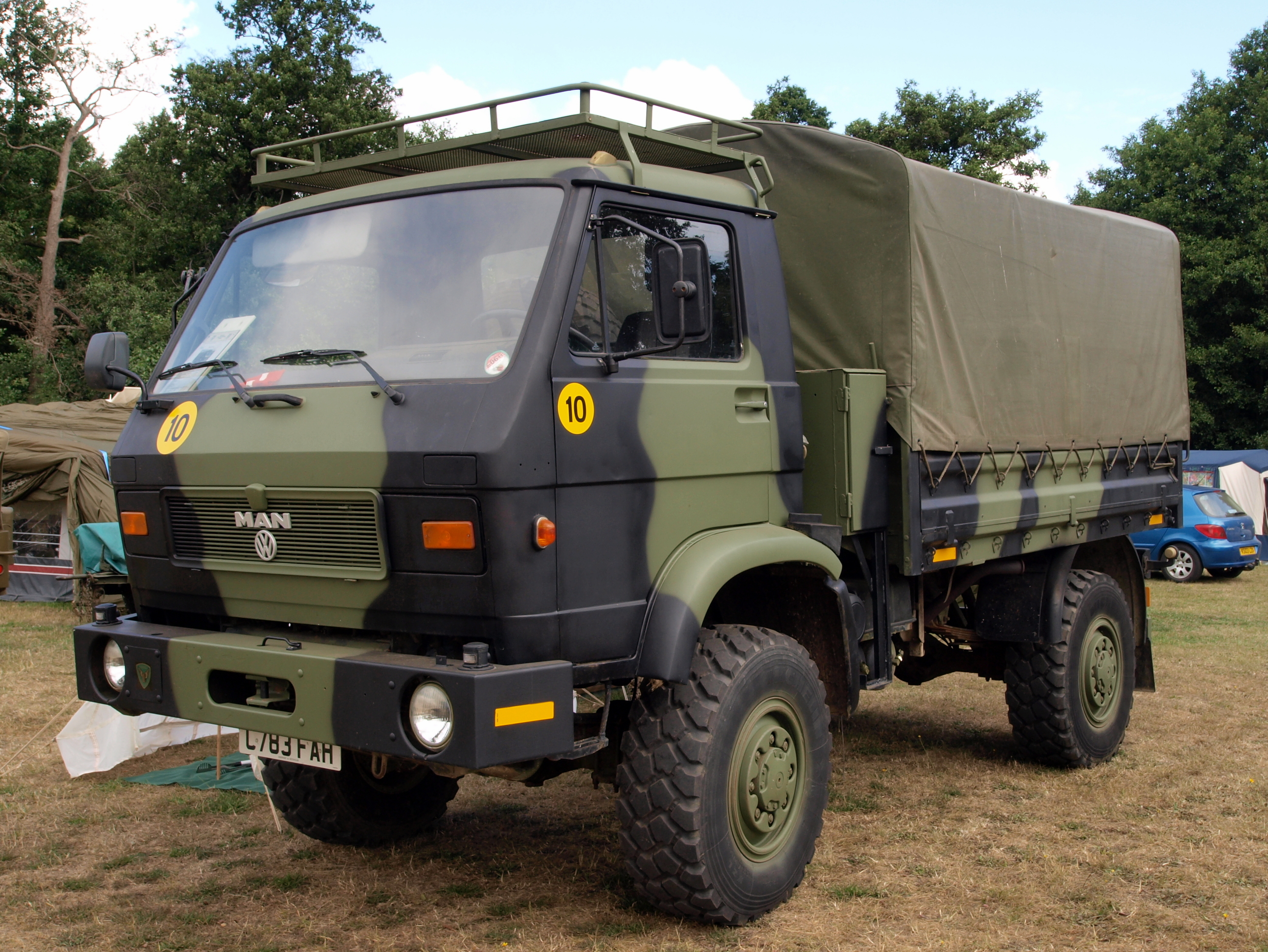
Militärfahrzeug
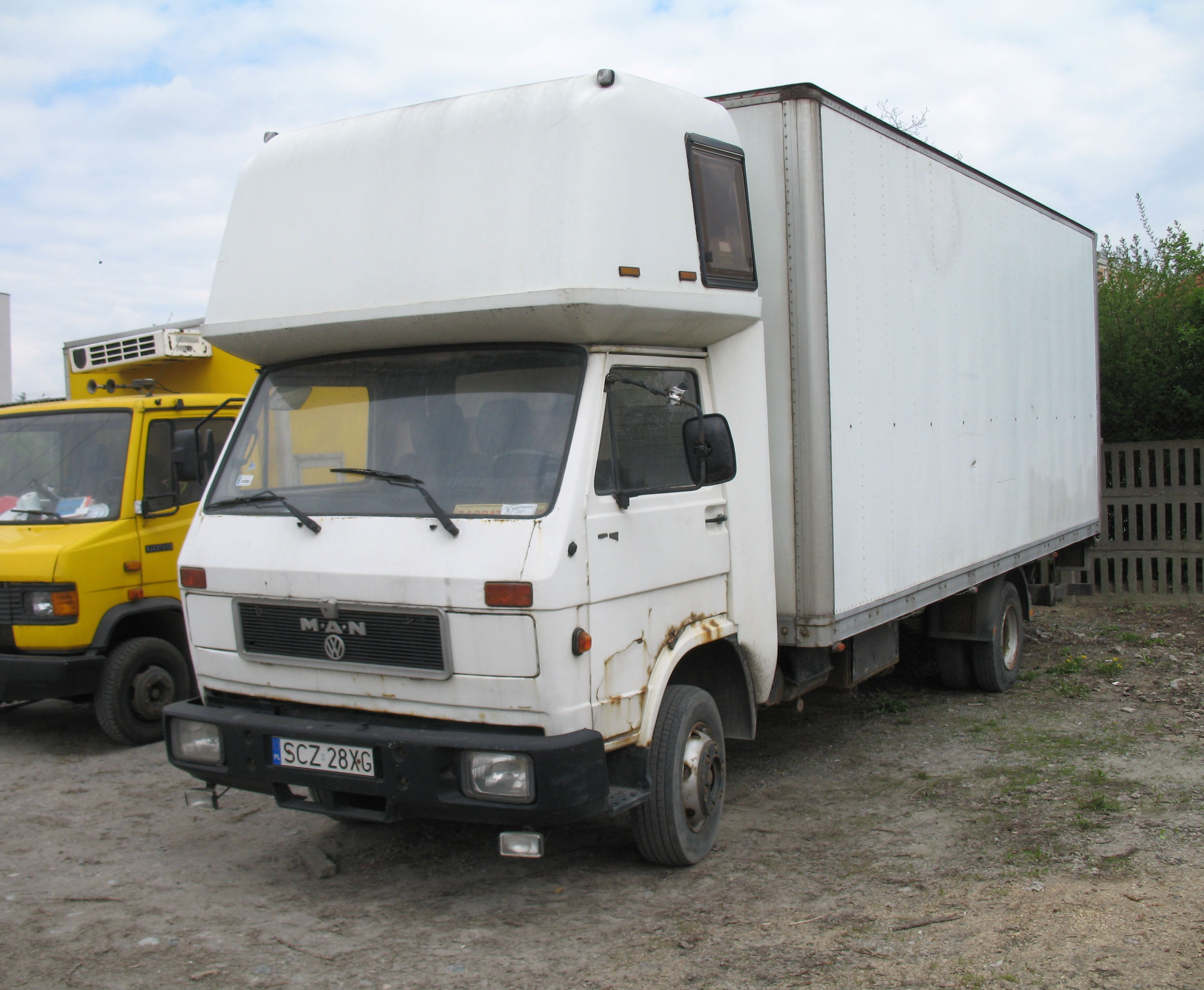
Mit Alkoven
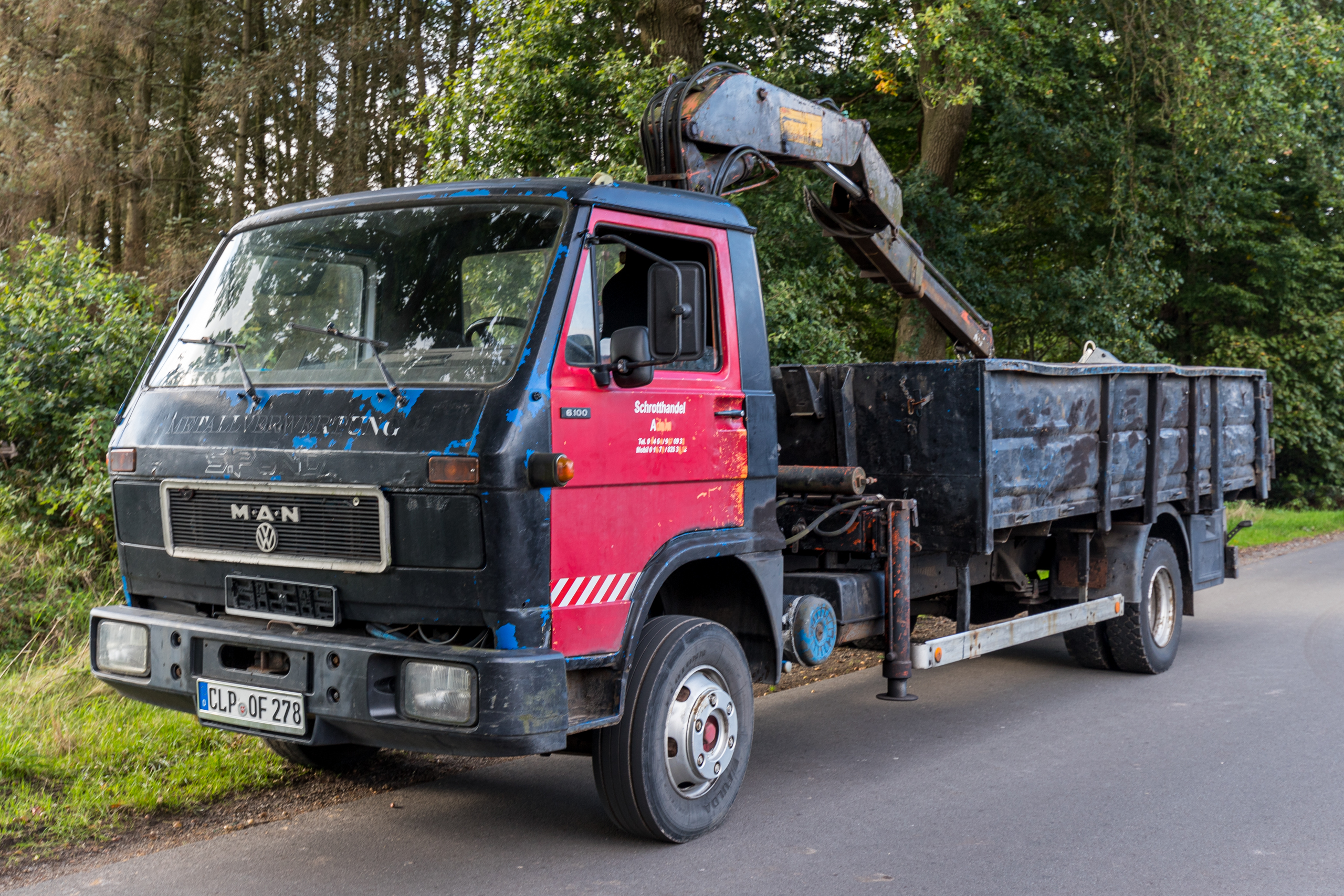
Mit Ladekran

## Trivia

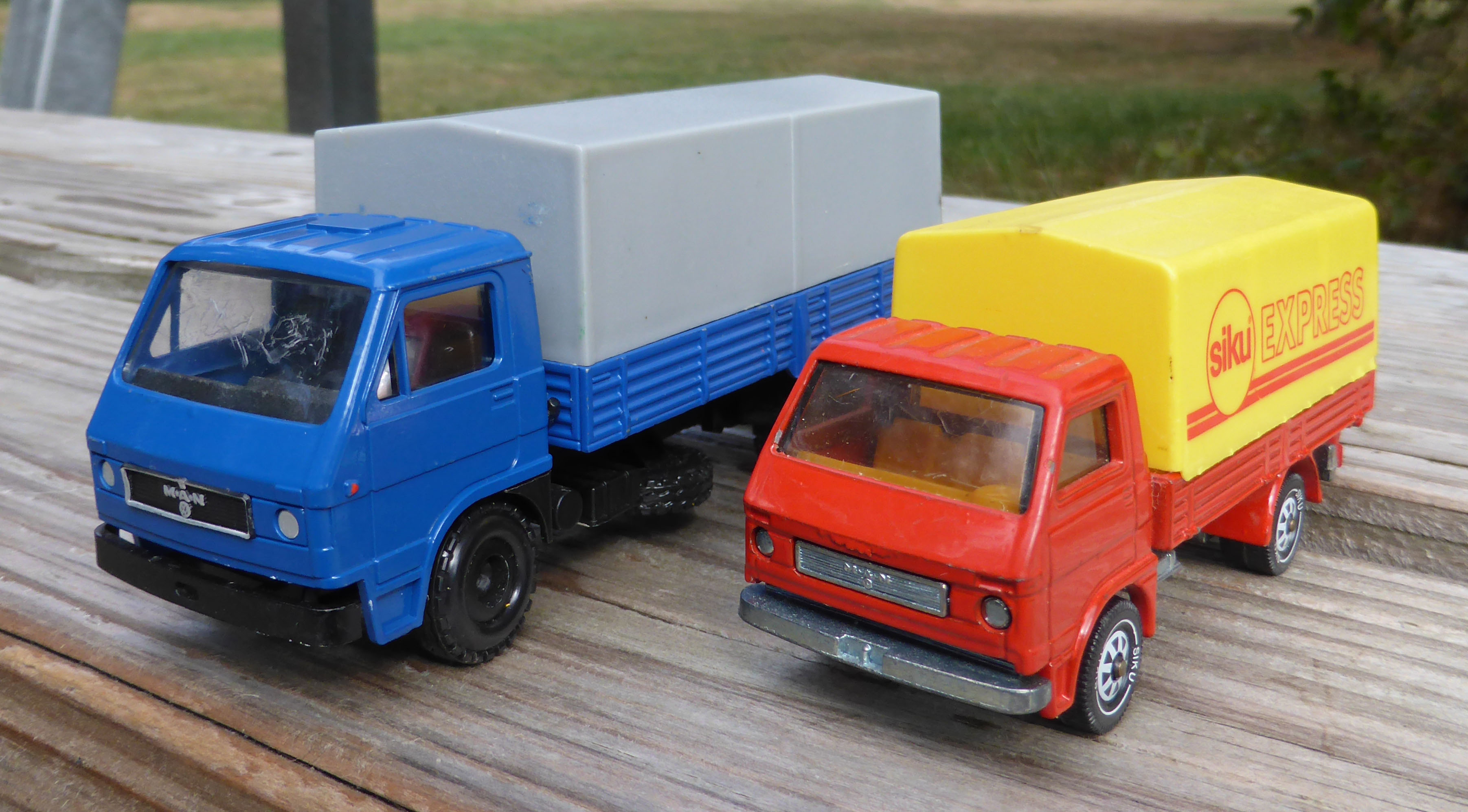
Fahrzeugmodelle von Conrad (links) und Siku (rechts)

Von der von 1979 bis 1987 produzierten Version MAN-VW 8.90 F Pritsche stellte das Unternehmen Conrad Modelle ein Miniaturmodell im Maßstab 1:50 her. Die Sieper GmbH hatte unter der Marke Siku von 1982/83 bis 1991/92 Spielautos des MAN-VW im Angebot.